# Песнь о Гайавате (перевод Бунина)
«Песнь о Гайавате» (рус. дореф. «Пѣснь о Гайаватѣ») — перевод Ивана Бунина англоязычной эпической поэмы американского поэта-романтика Генри Уодсворта Лонгфелло «Песнь о Гайавате». Является первым полным переводом поэмы на русский язык. Впервые поэма в его переводе была напечатана в газете «Орловский вестник» в 1896 году. В конце того же года типография газеты издала «Песнь о Гайавате» отдельной книгой.

## История создания и публикации

### Предыстория
Знаменитая поэма Лонгфелло основана на легендах индейцев народа оджибве. Впервые издана в США в ноябре 1855 года. Во второй половине 1860-х годов русский поэт Дмитрий Михайловский опубликовал неполный перевод (Пролог и первые одиннадцать глав) поэмы на русский язык в журнале «Отечественные записки» (1868, № 5—6; 10—11; 1869, № 6). Бунин познакомился с поэмой ещё в детстве благодаря именно этому переводу. Известно, что это произошло при прочтении хрестоматии «Английские поэты в биографиях и образцах» (1875). Ещё в ранние годы он овладел английским языком и работал над переводом драмы Уильяма Шекспира «Гамлет», однако ни тогда, ни в 1908 году, когда он предлагал свой вариант для постановки режиссёру Константину Станиславскому, он его так и не закончил. Несмотря на этот неудачный опыт считается, что обращение к шекспировской пьесе способствовало совершенствованию его английского языка и переводческим навыкам. Известно, что позже его переводы с английского удостаивались положительных отзывов, в том числе и от англичан. В 1890-е годы над переводом поэмы работал филолог Александр Лисовский. Написанный им белым стихом отрывок под названием «Сон вечерней звезды» появился 30 ноября 1894 года в полтавской газете «Губернские ведомости», с которым несколько позже познакомился и Бунин.
В январе 1889 года издатель «Орловского вестника» Надежда Семёнова предложила Бунину занять в её газете должность помощника редактора. Обдумав предложение в итоге он согласился и приступил к работе осенью. К периоду конца 1880-х — началу 1890-х годов относятся первые публикации его переводов: немецких, французских, итальянских и английских авторов. В его первый поэтический сборник «Стихотворения 1887— 1891», изданный в 1891 году в типографии «Орловского вестника», были включены переводы из Фелиции Хеманс, Томаса Мура. В начале 1890-х годов он стал учить польский язык, переводил из Генрика Сенкевича, Адама Мицкевича, Адама Асныка. Уже в этот период для русского писателя было характерно бережное отношение к оригиналу, сохранение его духа, формы и ритма.

### Создание
К работе над переводом поэмы Бунин приступил во второй половине февраля — начале марта 1895 года. Для понимания сложных мест из английского оригинала ему помогала Ольга Антоновна Михайлова (1861—1941), которую рекомендовал брат писателя — Юлий Бунин. Она владела несколькими иностранными языками, в том числе в совершенстве английским. Их встреча произошла в Москве в конце февраля — начале марта 1895 года при посредничестве Юлия. В письме между 10—12 марта того же года Иван Алексеевич благодарил её за то, что она доброжелательно отозвалась на его просьбу о помощи, высказанную им в первый же день их знакомства. По его словам, он «помешан» на поэме Лонгфелло ещё с детства и решил «перевести всю эту дивную песню и издать её, и любоваться, и сотни раз самому перечитывать её, если не будет читателей». В этом же письме он отметил, что получив от неё перевод и сверив его с оригиналом, неясные места стали ему понятны и после этого он «двое суток не вставал, буквально почти не вставал с места и кончил главу — остались только мелкие поправки». Также из этого сообщения известно, что уже тогда он настроился переводить всю поэму, невзирая на наличие предшествующего перевода Михайловского. В связи с этим попросил её перевести Пролог или X и XIII главы, при этом указав, что не собирается обращаться за помощью всего произведения: «Но — Боже сохрани! — я, конечно, не настолько нахал, чтобы думать, что Вы будете мне помогать во многих главах — две-три и — благодарность навек!». 16 марта, находясь в Москве, он писал ей, что с Прологом он справится самостоятельно, а главу X ждёт с нетерпением. 23—25 марта в усадьбе брата Евгения Алексеевича в деревне Огнёвка (Орловская губерния) он получил от Михайловой переводы X и XIII глав. В ответном письме от 26 марта он горячо её поблагодарил, отметив, что работа над поэмой составляет его «единственную отраду» в деревне. Также он просил, чтобы она при случае порекомендовала ему хороший словарь английского языка, так как имеющийся его не удовлетворяет. После этого он переехал в Полтаву, где в письме к брату Юлию писал, что тяжёлая работа продвигается, ему приходится почти каждое слово смотреть в словаре и справляться с переводом Михайловой. Также он попросил достать для него экземпляр полтавской газеты, где ранее появился отрывок Лисовского, но при этом не говорить автору об этом. О своей работе в этот период 6 ноября он отметил в петербургском письме к Софье Кашкиной (дочь музыкального критика Николая Кашкина) следующее: «Лето я провел очень хорошо, всё лето ездил по Днепру, по Крыму, бродил в степях, сидел у моря и всё время все-таки занимался этой божественной „Песней о Гайавате“».
В несохранившемся письме Бунина (предположительно написанного в начале апреля 1895 года), содержалось предложение к Александре Давыдовой (основательнице и издательнице влиятельного на рубеже XIX—XX веков журнала «Мир Божий») напечатать полный перевод поэмы. Об этом известно из письма к Михайловой от 14 апреля. В нём также содержатся сведения о ходе его работы. Так, Иван Алексеевич сообщил, что усердно занимается английским языком, а также переводит поэму, для чего использует главы присланные Михайловой и несколько глав из работы Михайловского. Перевод последнего помогает проверить ему собственную работу, но некоторые места ему непонятны, в связи с чем остаётся некоторая незавершённость. Также Бунин сообщил, что ещё не решается направить Михайловой свой текст, так он ещё не в полной мере удовлетворяет его и он собирается его ещё шлифовать. В середине апреля Давыдова отказалась публиковать поэму, ссылаясь на ограниченный объём её журнала.
Бунин предпринимал меры, чтобы пристроить свою работу. Так, в середине ноября 1895 года в письме к петербургскому издателю Александру Суворину он предложил напечатать его сборник стихов или рассказов, или же перевод поэмы Лонгфелло. В связи с этим писатель предложил встретиться в Петербурге, где он намерен был вскоре побывать. Однако известно, что сотрудничества между ними ни тогда, ни позже, так и не было налажено.

### Первые публикации
2 мая 1896 года в газете «Орловский вестник» (№ 114. С. 1) появился первый фрагмент перевода (предисловие «От переводчика» и «Пролог»). Начиная с этой даты полная газетная публикация закончилась 26 сентября 1896 года и включала следующие номера: 114, 116 (1-я глава «Трубка мира»), 120 и 128 ((2-я глава — «Четыре ветра», 132 и 133 (3-я глава — «Детство Гайаваты»), 163 и 168 (4-я глава — «Гайавата и Мэджекивис»), 175, 180  и 198 (5-я глава — «Пост Гайаваты», 6-я глава «Друзья Гайаваты»,7-я глава «Пирога Гайаваты», начало 8-й главы «Гайавата и Мише-Нама»), 200, 201, 202, 208, 210, 213, 217 (окончание 8-й, 9-я, 10-я, 11-я, 12-я, 13-я главы — «Гайавата и жемчужное перо», «Сватовство Гайаваты», «Свадебный пир Гайаваты», «Сын вечерней звезды», «Благословение полей»), 220 (14-я глава — «Письмена» ), 226 (15-я глава — «Жалобы Гайаваты»), 229 (16-я глава — «По-пок-кивис»), 236 и 243 (17-я и 18-я главы — «Охота на По-пок-кивис», «Смерть Квазинда»), 248, 249 и 252 (19-я, 20-я, 21-я и 22-я главы — «Привидения», «Голод», «След белого», «Отъезд Гайаваты»).
В октябре 1896 года писатель, находясь в стеснённом материальном положении, в Петербурге вёл с издательницей Ольгой Поповой переговоры о публикации перевода в виде отдельной книги. Об этом 1 ноября того же года он сообщал брату Юлию следующее: «Она не прочь, половину „Песни“ прочла, хвалит, но, говорит, ещё посоветуюсь с кем-то. Вот бы дал Бог!». 5 ноября он дополнил, что Попова ещё не приняла решение по этому поводу, но согласилась напечатать другие его сочинения («На край света и другие рассказы», «На край света. Кастрюк»).
С целью публикации отдельного полного издания перевода 30 октября 1896 года в Киеве было получено цензурное разрешение. Во второй половине ноября 1896 года типография газеты «Орловский вестник» издала «Песнь о Гайавате» отдельной книгой; тираж издания составил 50 экземпляров. В конце 1895 года Бунин переезжает из Петербурга в Москву, где знакомится с писателем Николаем Телешовым, которому подарил один экземпляр орловского издания (впоследствии несохранившегося). Последний позже писал, что книга была напечатана «очень серо и плохо в каком-то захудалом провинциальном издательстве, да и самые стихи не были ещё так хорошо отделаны, как это удалось ему впоследствии».
Из письма Бунина к брату Юлию известно, что Попова должна была издать перевод в январе 1897 года, однако из-за ссоры по поводу отказа его вхождения в редакцию её петербургского ежемесячного литературного журнала «Новое слово» этого не случилось. В августе того же года он выражал надежду, что после налаживания отношений между ними, она всё же пойдёт ему навстречу. В связи с этим он работал над переработкой предисловия. Однако и в этот раз Попова отказала в издании, ссылаясь на производственную загруженность типографии. В связи с этими событиями Бунин просил Юлия посодействовать в публикации, так как уже не наделся опубликовать книгу при посредстве журнала «Новое слово». 21 октября в письме к тому же адресату писатель заметил, что недавно виделся с Поповой, которая была «суха, но любезна» и выразила удовлетворение по поводу того, что он отказался от мыслей издать при её помощи книгу.
23 октября редакция петербургского детского иллюстрированного журнала «Всходы» согласилась напечатать книгу в своём ежемесячном приложении. Согласно договорённости, перевод должен был появиться январе или феврале 1897 года и за это автору полагался гонорар в размере около 300 рублей (5 копеек за строчку). 22 декабря 1896 года редактор-издатель этого журнала Э. С. Монвиж-Монтвид сообщил, что книга будет сдана в набор примерно через неделю, причём автору будет направлены для читки корректурные листы в двух экземплярах, последний из которых будет набран не позднее 10 января 1897 года. Тогда же Монтвид выразил свои замечания по тексту поэмы и авторским исправлениям в главе «Детство Гайаваты», которыми в целом остался доволен. Однако на тот момент он не мог сказать точно появится ли возможность издать поэму отдельной книгой. 8 января 1897 года было получено цензурное разрешение на публикацию работы в журнале «Всходы». 15 января перевод с исправлениями и сокращениями (отсутствовала глава IV «Гайавата и Мэджекивис», а главы XII «Сын Вечерней звезды» и XIV «Письмена» сокращены) вышел в отдельном номере журнала.
30 апреля 1898 года писатель заключает контракт с издателями В. Н. Линд и Д. В. Байковым в отношении отдельного издания полного перевода поэмы Лонгфелло «Песнь о Гайавате» тиражом 3650 экземпляров. Одним из условий договора было: «Перевод должен быть полный, редактуру и корректуру Бунин принимает на себя. Если перевод будет доставлен к 15 июня, то книга должна быть издана к 15 сентября». Автор перевода должен был получить 400 рублей, из которых «100 р. при подписании этого договора, 200 рублей при доставлении всей рукописи и 100 руб. не позже двух недель после выхода книги. Бесплатно 100 экз.».

## Приём и критика
За перевод поэмы (вместе со сборником «Листопад») в 1903 году Бунин получил Пушкинскую премию. Его перевод до сих пор считается непревзойдённым. Первоначальный перевод поэмы «Песнь о Гайавате», впервые опубликованный в газете «Орловский вестник» в 1896 году, критики называли «высокопоэтичным». «Песнь…» — не единственное сочинение американского поэта, заинтересовавшее русского писателя. В 1901 году был опубликован его перевод стихотворения Лонгфелло «Псалом жизни». Текстологический анализ, проведённый лингвистами, показал, что для двух произведений Бунин использовал разные приёмы. Если при переложении текста поэмы, в основе которой — легенды и предания индейцев, переводчик стремился сохранить интонацию подлинника, то в «Псалом жизни» он привнёс собственные поэтические мотивы: «Жизнь великих призывает / Нас к великому идти, / Чтоб в песках времён остался / След и нашего пути». Разницу в подходах лингвисты объясняют «художественной природой» оригиналов, которые либо задают для переводчика определённые рамки, либо позволяют выйти за них.
Варлам Шаламов в статье «Работа над переводом „Песни о Гайавате“» («Вопросы литературы», 1963, №1) отмечал, что 1898 год не является сроком окончания работы Бунина, так как крайней датой является 1903 год: «Основная работа по улучшению орловского, первоначального варианта перевода „Песни о Гайавате“ (1896) приходится на 1897 и 1898 годы. Это значит, что Бунин приступил к переработке своего  труда сразу после орловского издания поэмы. Правильной датировкой перевода поэмы Лонгфелло И. А. Буниным надо считать 1896—1903 годы — семь лет, в течение которых создавался этот перевод». Такую постановку вопроса не разделял буниновед Александр Бабореко, который считал, что окончательной редакцией (неопубликованной) следует признать версию с письменными исправлениями автора. Они были внесены в конце жизни Бунина в парижское издание 1921 года и хранятся в его французском архиве.
Автор направлял московское издание знакомым литераторам, чтобы узнать их мнение. В письме из Одессы, отправленного в феврале 1899 года к публицисту Сергею Кривенко Бунин просил, чтобы тот не передавал перевод для рецензии человеку не знающего английский язык: «Я столько труда положил на это несравненное произведение, что мне будет очень грустно, если к нему отнесутся казённо».